# Brivioulle
Brivioulle est un hameau de la commune belge de Braives située en Région wallonne dans la province de Liège.
Avant la fusion des communes de 1977, Brivioulle faisait déjà partie de la commune de Braives.

## Situation
Ce hameau de Hesbaye est implanté sur la rive droite et le versant sud de la Mehaigne. Il avoisine le village de Braives situé au nord et celui de Ville-en-Hesbaye à l'ouest. 

## Patrimoine
Située au nord du hameau (rue Nouvelle), l'ancienne ferme Limbort est une imposante construction en brique bâtie autour d'une cour en L. Elle abrite aujourd'hui des gîtes ruraux de grande capacité. Une petite chapelle ouverte en forme de grotte se trouve à l'avant de la ferme.
Le bâtiment de la gare de Braives, restauré en état proche de l'origine, accueille la maison des associations.

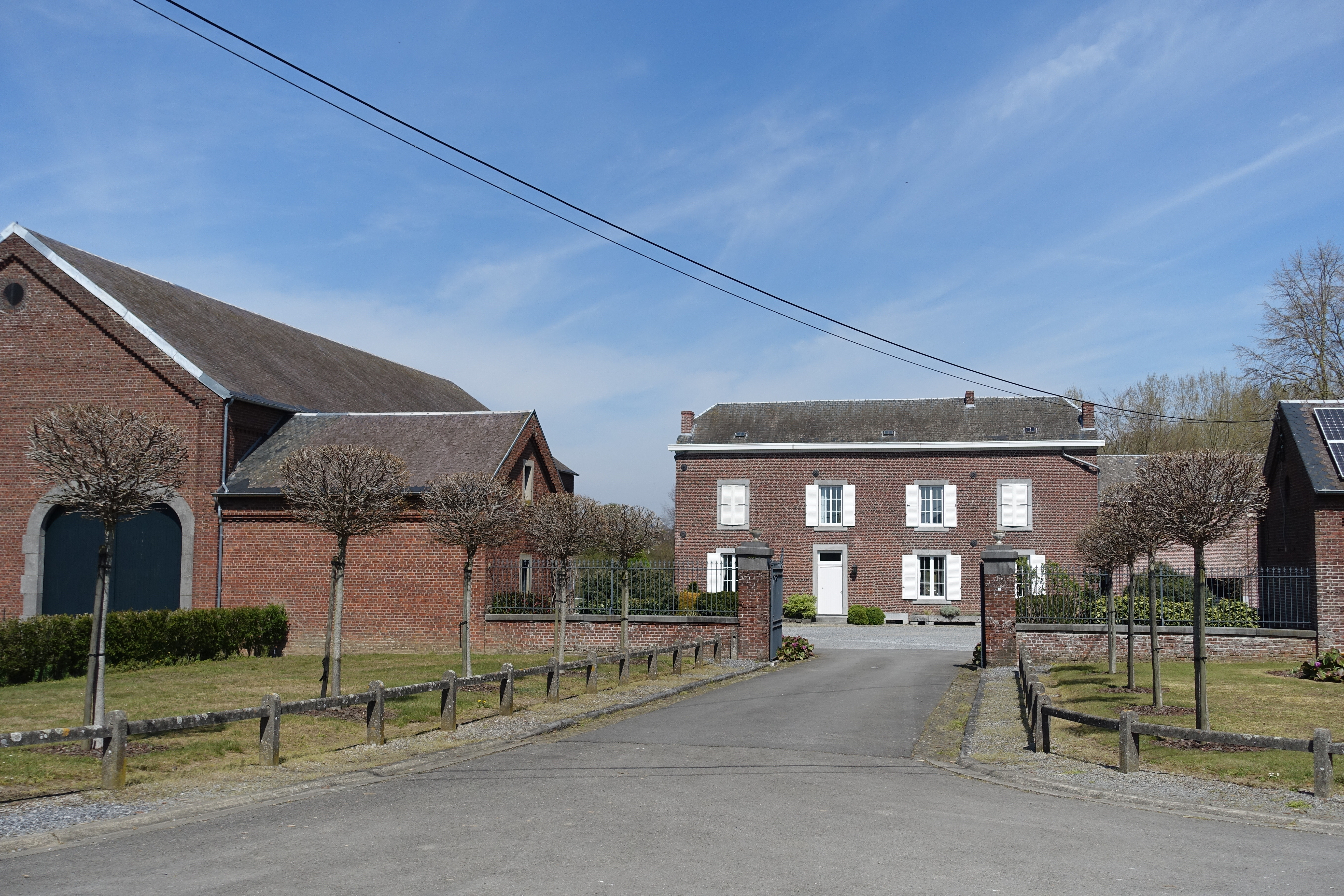
Ferme Limbort Brivioulle

## Loisirs et tourisme
Le RAVeL de l'ancienne ligne 127 traverse la localité en passant sous la rue de Brivioulle. C'est à Brivoulle que fut implantée la gare de Braives.
Les terrains du club de football du R.E.H. Braives se trouvent à Brivioulle.